# Yitzchok Isaac Krasilschikov
Yitzchak Isaac Krasilschikov, per esteso anche Yitzchok Isaac ben Dov Ber Krasilschikov, in ebraico יצחק אייזיק קראסילשציקאוו‎? (Distretto di Kryčaŭ, 1888 – Mosca (Russia), 13 maggio 1965), noto come il Gaon di Poltava e importante talmudista, autore di un monumentale commentario del Talmud di Gerusalemme (Yerushalmi), fu uno degli ultimi rabbini ortodossi a praticare pubblicamente la sua religione nella Russia comunista.

## Biografia
Nato nel 1888 nella piccola città bielorussa di Kryčaŭ (nell'omonimo distretto), suo padre era il rabbino Dov Ber Krasilschikov. Studiò nella Yeshivah di Mir presso il noto Gaon Rabbi Eliyahu Baruch Kamai, che fu suo insegnante elementare e mentore. Prima della rivoluzione comunista in Russia, Rabbi Yitzchok Isaac servì come rabbino di Heditz, poi di Poltava, città in cui si rese famoso e venne acclamato "Gaon di Poltava". Fu lì, nel 1926, che stampò Tevunah, il primo volume del suo commentario sul Rambam,che aveva scritto quando aveva appena 23 anni. Fu l'ultima opera religiosa ad essere stampata nella Russia comunista. Durante la Seconda Guerra Mondiale riuscì ad evitare i nazisti risiedendo in Siberia.
Quando le autorità comuniste aumentarono la loro persecuzione di coloro che studiavano la Torah, concentrandosi principalmente sui grandi rabbini russi, Rabbi Krasilschikov lasciò il rabbinato e si stabilì a Mosca, dove lavorò come contabile per il governo. Visse con la moglie in un modesto appartamento vicino al Cremlino, in cui, tornato dal suo ufficio, si immergeva nello studio biblico durante la notte. Molti rabbini russi venivano a trovarlo per sentirlo parlare della Torah. Mangiava solo cibo secco, poiché nel suo appartamento c'era una donna che cucinava alimenti non kosher  (aveva infatti una cucina in comune con gli altri coinquilini del complesso abitativo). Non smise mai di indossare i vestiti da rabbino e "per tutta la vita agì come tale, parte di una generazione ormai scomparsa."
A Rabbi Krasilschikov sopravvissero due figlie che attualmente vivono a Brooklyn, New York.

## Commentari talmudici
Rabbi Krasilschikov scrisse un commentario di 20 volumi (oltre ventimila pagine) sul Talmud di Gerusalemme a Mosca, tra gli anni 1952-1965. Tuttavia ciò avvenne segretamente, a causa di timori e oppressioni del regime comunista, che aveva reso fuorilegge lo studio della Torah. I trasgressori erano soggetti a punizioni severe e all'esilio in Siberia. L'opera di Rabbi Krasilschikov fu composta senza il beneficio di un'accademia formale e con scarse fonti di riferimento: si racconta che non avesse nemmeno una serie completa del Bavli.
I manoscritti, nascosti presso le abitazioni delle figlie, furono presi in consegna clandestinamente da un rabbino americano (Rabbi Harry Bronstein) che lo aveva visitato prima che morisse, messi su microfilm e fatti uscire segretamente dalla Russia con corriere diplomatico. Il primo volume, sul Trattato Berakhot, fu pubblicato nel 1980 dall'Istituto Mutzal Me'esh di Bnei Brak, curato da un gruppo editoriale diretto da Rabbi Shacna Koliditzki, e include il testo dello Yerushalmi con un duplice commentario di Rabbi Krasilschikov intitolato Toldos Yitzchak e Tivuna. Il commentario Toldos Yitzchak è una chiara spiegazione dello Yerushalmi, mentre il Tivuna è una discussione più particolareggiata dello Yerushalmi che contiene anche emendamenti testuali.
La stampa e pubblicazione dello Yerushalmi coi commentari di Rabbi Krasilschikov è un impegno continuativo attualmente sotto gli auspici di Rabbi Chaim Kanievsky e del rabbino Berel Weintraub. Riconosciuti da Rabbi Moshe Feinstein e Rabbi Yosef Shalom Eliashiv come i migliori commentari del Talmud gerosolimitano, finora (2016) sono stati pubblicati i seguenti volumi:
- Berachot, due volumi (1980)
- Sheviit (1982)
- Pe'ah (1985)
- Demai (1988)
- Kil'ayim (1989)
- Terumot (1987)
- Maaserot e Hallah, volume singolo (1991)
- Ma'aser Sheni (1991)
- Orlah e Bikkurim, volume singolo (1995)
- Shabbat
- Eruvin